# Bremsbilen

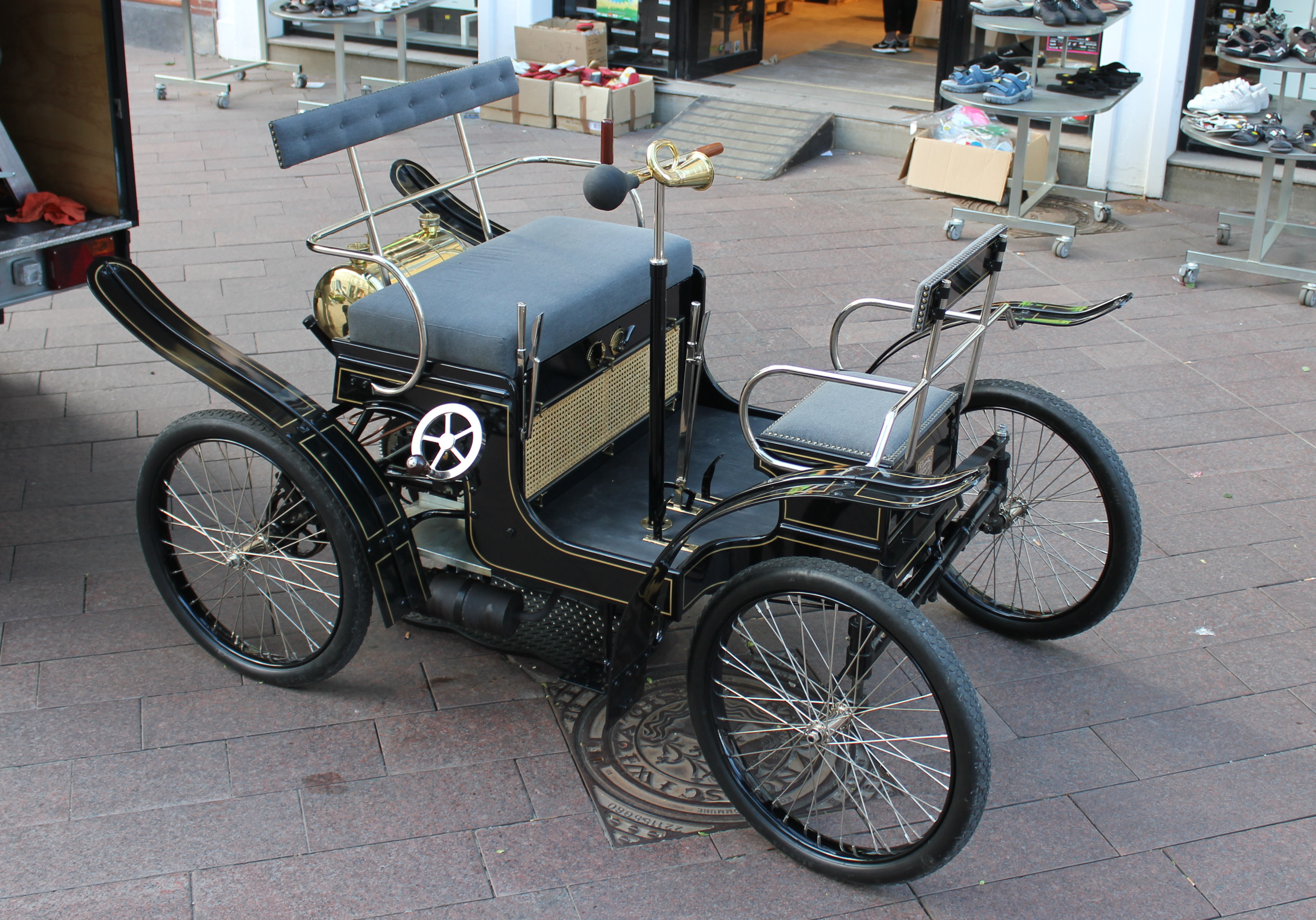
Kopie van Bremsbilen, 2012

Bremsbilen (letterlijk: ‘de Bremsauto’) was een van de eerste in Denemarken gebouwde auto’s. Het model 1 type A was ontwikkeld door Julius Theodor Brems, een fietsfabrikant uit Viborg. Het eerste exemplaar werd op 5 juli 1900 getest. 
Brems kreeg het idee om zelf een auto te ontwikkelen toen hij hoorde dat er in Duitsland en Frankrijk plannen waren om een verbrandingsmotor te combineren met een rijtuig. In het Duitse Eisenach werkte een fietsfabriek samen met een Franse motorenfabriek. Brems zond in 1899 zijn zonen Aage en Jakob op de fiets naar Duitsland om bij de fabriek in Eisenach te gaan werken en via bedrijfsspionage meer te weten komen over het bouwen van een auto. Na zeven maanden bij het bedrijf te hebben gewerkt keerden de zonen met verschillende bouwtekeningen terug naar Viborg.
In het voorjaar van 1900 werkte de familie Brems aan de bouw van de auto. Op 5 juli kon de auto getest worden. ’s Ochtends vroeg reden ze door de omgeving van Viborg en haalden daarbij een snelheid van 15 km per uur. Onderweg kreeg de auto echter motorproblemen en moesten ze terugkeren naar de werkplaats, waarbij ze geholpen werden door een groep soldaten die de auto voortduwden. Na reparaties kon de auto ’s middags opnieuw de weg op en werd de proefrit door de omgeving zonder verdere problemen vervolgd.
Uiteindelijk produceerde Brems acht auto’s. De afzetmarkt was echter nog te klein en Brems moest geld toeleggen op de bouw van de auto’s. Financieel werd het allemaal onhaalbaar en in 1907 moest Bremsbilen de productie staken.
In 2007 werden er twee kopieën van het model 1 type A gebouwd op basis van de originele tekeningen die nog in het bezit waren van de kleinkinderen van Jakob Brems. Eén exemplaar staat in het Viborg Museum, het andere wordt gebruikt voor evenementen.